# 2020 у Миколаєві
| Роки в Миколаєві ← • 2001 • 2002 • 2003 • 2004 • 2005 • 2006 • 2007 • 2008 • 2009 • 2010 • 2011 • 2012 • 2013 • 2014 • 2015 • 2016 • 2017 • 2018 • 2019 • 2020 • 2021 • 2022 • 2023 • 2024 → |

2020 у Миколаєві — список важливих подій, що відбулись у 2020 році в Миколаєві. Також подано перелік відомих осіб, пов'язаних з містом, що померли цього року. З часом буде додано відомих миколаївців, що народилися у 2020 році.

## Населення
Чисельність наявного населення Миколаєва на 1 січня 2020 року склала 480,1 тис. осіб, що на 3,1 тис. осіб менше ніж 2019 (483,2).

## Події

Логотип та слоган Миколаєва

- Відповідно до розпорядження Кабінету Міністрів України № 719-р від 12 червня 2020 року «Про визначення адміністративних центрів та затвердження територій територіальних громад Миколаївської області» у Миколаєві утворена Миколаївська міська територіальна громада — територіальна громада у новоствореному Миколаївському районі Миколаївської області[3].
- 25 жовтня відбулися місцеві вибори у Миколаївській області, на яких обиралися депутати Миколаївської обласної ради, районних рад, Миколаївського міського голови і Миколаївської міської ради. Мером міста було переобрано чинного міського голову Олександра Сєнкевича від партії Пропозиція[4]. За результатами виборів до Миколаївської міської ради найбільше місць отримала «Опозиційна платформа — За життя», на другому місці опинилася партія «Пропозиція», на третьому — «Слуга народу».
- У жовтні в Миколаєві відбулися українсько-британські навчання «Warrior Watcher-2020», головною метою яких було вивчити досвід НАТО щодо захисту аеродромів та критичних об'єктів інфраструктури[5].
- 24 грудня міська рада Миколаєва ухвалила рішення затвердити логотип, замовлений та презентований 2019 року громадською організацією «МрійДій» на честь 230-річчя міста, як офіційний туристичний логотип Миколаєва[6].

## Особи

### Городянин року
- Номінація «Культура і туризм» — Криворучко Андрій, директор дитячої музичної школи № 8, диригент естрадно-симфонічного оркестру Миколаївського фахового коледжу музичного мистецтва.
- Номінація «Мистецтво» — Бубенко Ірина, артистка Миколаївського академічного українського театру драми та музичної комедії, заслужена артистка України.
- Номінація «Наука і вища школа» — Шуляр Василь, директор Миколаївського обласного інституту післядипломної педагогічної освіти, доктор педагогічних наук, професор, заслужений учитель України.
- Номінація «Середня школа» — Борисенко Максим, учитель інформатики Миколаївського муніципального колегіуму ім. В. Д. Чайки, кандидат фізико-математичних наук.
- Номінація «Засоби масової інформації» — Деренюга Олег, головний редактор інтернет-видання «НикВести».
- Номінація «Підприємництво» — Капацина Микола, засновник та керівник ТОВ «8 Причал».
- Номінація «Промисловість і транспорт» — Бурковець Сергій, керівник ТОВ «Югсудоремонт».
- Номінація «Фізкультура і спорт» — Горощенко Дмитро, віце-президент федерації шахмат Миколаївської області, майстер спорту України.

### Померли
- Журавко Валерій Вікторович (5 вересня 1947, Очаків — 23 березня 2020) — радянський український футболіст та Заслужений тренер України з футболу, який провів 81 гру за миколаївський Суднобудівник, забив 23 голи, тренер миколаївського «Евіса».
- Горкунов Едуард Степанович (21 січня 1945, Миколаїв — 25 жовтня 2020, Єкатеринбург) — радянський і російський фізик, академік РАН
- Кремко Олександр Олександрович (18 травня 1944 — 27 грудня 2020) — український фотограф, письменник, громадський діяч, член Спілки журналістів СРСР.
- Курінний Микола Іванович (6 січня 1947, Лисичанськ, Луганська область, УРСР — 14 жовтня 2020) — радянський футболіст, у складі «Суднобудівника» провів 50 ігор, забив 6 голів, виходив на поле в півфінальному матчі Кубку СРСР 1969.
- Романовський Георгій Федорович (23 квітня 1940, Миколаїв — 5 липня 2020) — доктор технічних наук, професор, Заслужений діяч науки і техніки України, Президент Академії наук суднобудування України, академік Академії наук вищої школи України, дійсний член Королівського інституту кораблебудування та інституту морських інженерів Великої Британії, ректор Національного університету кораблебудування імені адмірала Макарова з 1993 р. до 2008 р.
- Ставицький Віктор Михайлович (17 липня 1938, Миколаїв — 26 жовтня 2020, Миколаїв) — інженер-кораблебудівельник, головний будівельник відділу спеціального кораблебудівництва заводу ім. 61 комунара.
- Штермер Євген Львович (8 вересня 1943, Херсон — 3 травня 2020, Миколаїв) — український тренер з велоспорту, заслужений тренер України, заслужений працівник фізичної культури і спорту України.
- Янтар Денис Андрійович (21 липня 1989, Миколаїв, УРСР — 9 вересня 2020, Миколаїв, Україна) — український громадський діяч, колишній очільник миколаївського обласного осередку партії «Національний корпус», ветеран російсько-української війни у складі батальйону «Азов», відомий конфліктом з Президентом України Володимиром Зеленським у жовтні 2019 року.